# Aborichthys kempi
Aborichthys kempi, vrsta malene slatkovodne ribe iz reda šaranki koja živi po rijekama sjeveroistočne Indije i susjednog Mjanmara (Putao). Otkrivena je 1913 u planinskom području Abora, a prvi ju je kao tipičnu vrstu opisao Chaudhuri.
A. kempi naraste do 8.1 centimetar, a od ostalih srodnika razlikuje se po dužim brkovima kod ustiju i užim prugama po tijelu.
Zbog uništavanja staništa poljoprivredom mogla bi postati ugrožena.